# Ganjnameh

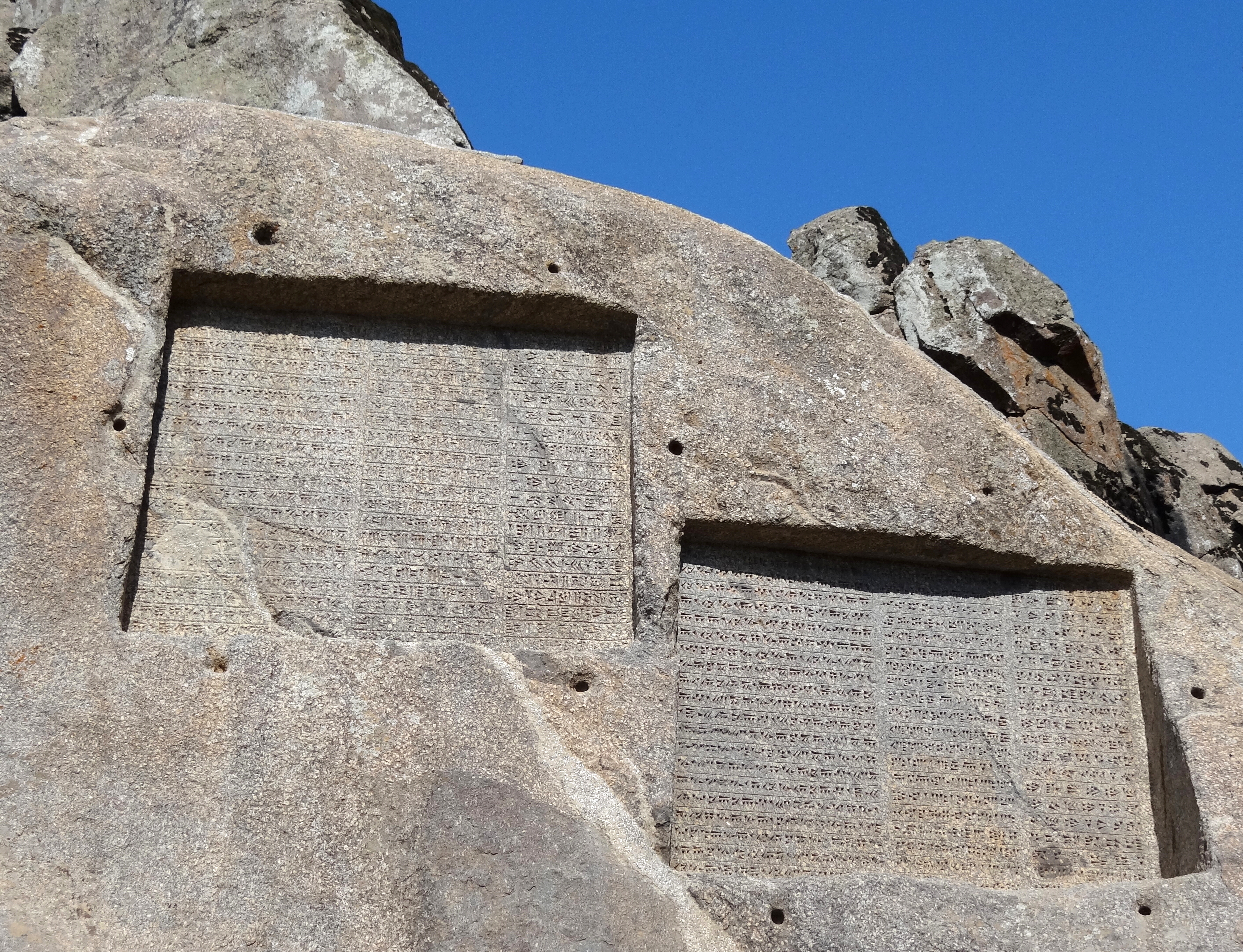
Inskrypcje

Ganjnameh (pers. گنجنامه) – starożytna achemenidzka inskrypcja wyryta w granitowej skale. Znajduje się na zboczu góry Alvand, ok. 5 km na południowy zachód od miasta Hamadan w Iranie. Odkrył ją w połowie XIX wieku francuski orientalista i archeolog Eugène Flandin.
Napis składa się z dwóch części. Fragment znajdujący się po lewej stronie powstał na zlecenie perskiego władcy Dariusza I, a tekst po prawej kazał wykuć Kserkses I. Inskrypcje powstały w trzech językach: staroperskim, nowobabilońskim i elemickim. Oba teksty są bardzo podobne i zawierają pochwałę boga Ormuzda oraz rodowód i czyny wspomnianych władców.
Ponieważ w późniejszych wiekach nikt nie potrafił już odczytać tekstów, założono, że zawierają opis ukrycia skarbu. Stąd też nazwa inskrypcji, które zaczęto nazywać ganjnameh, co oznacza „epistołę skarbów”. Inskrypcję odczytał dopiero brytyjski badacz Henry Rawlinson.